# Axós (Réthymnon)
Axós, en grec moderne : Αξός, est un village du dème de Mylopótamos, en Crète, en Grèce. Selon le recensement de 2011, la population d'Axós compte 385 habitants. Il est situé à une altitude de 500 m et à une distance de 46 km de Réthymnon.
Le village est situé à l'ouest de l'acropole de la cité antique d'Axos (en),.